# 斯塔沃克 (圖里西克區)
51°6′36″N 24°29′17″E / 51.11000°N 24.48806°E
斯塔沃克（烏克蘭語：Ставок），是烏克蘭的村落，位於該國西部沃倫州，由科韋利區負責管轄，始建於1503年，面積0.76平方公里，海拔高度182米，2001年人口126，人口密度每平方公里166.01人。